# Paradossenus santaremensis
Espèce
Synonymes
- Magnichela santaremensis Silva & Lise, 2006
- Paradossenus amazonensis Carico & Silva, 2010

Paradossenus santaremensis est une espèce d'araignées aranéomorphes de la famille des Trechaleidae.

## Distribution
Cette espèce est endémique du Brésil. Elle se rencontre au Pará, en Amazonas et au Mato Grosso,.

## Description
La carapace du mâle décrit par Carico et Silva en 2010 sous le nom Paradossenus amazonensis mesure 2,5 mm de long sur 2,5 mm de large et celle de la femelle mesure 3,0 mm de long sur 2,8 mm de large.

## Étymologie
Son nom d'espèce, composé de santarem et du suffixe latin -ensis, « qui vit dans, qui habite », lui a été donné en référence au lieu de sa découverte, Santarém.

## Publication originale
- Silva & Lise, 2006 : Description of two new spider genera of Trechaleidae (Araneae: Lycosoidea) from northern Brazil. Zootaxa, no 1275, p. 61-68.